# مروان مرابط
مروان مرابط (انگلیسی: Marouane M'rabet؛ زادهٔ ۵ ژوئن ۱۹۸۵) بازیکن والیبال اهل تونس است.